# 마스티그아메바목
마스티그아메바목(Mastigamoebida)은 고아메바류에 속하는 아메바류 목 분류군의 하나이다. 미토콘드리아가 없다. 산소가 부족하거나 없는 매개체에 적응함으로써 사라진 것으로 추정된다. 동물과 사람 몸에 기생하거나 산소가 부족한 민물 서식지에서 자유 생활을 한다.

## 하위 분류
- 마스티그아메바과 (Mastigamoebidae)
  - 마스티그아메바속 (Mastigamoeba)
  - 마스티겔라속 (Mastigella)
  - Phreatamoeba
- 왜소아메바과 (Endolimacidae)
  - 왜소아메바속 (Endolimax)
  - Endamoeba